# Cyclopina esilis
Cyclopina esilis is een eenoogkreeftjessoort uit de familie van de Cyclopinidae. De wetenschappelijke naam van de soort is voor het eerst geldig gepubliceerd in 1938 door Brian.